# Campanya a la Mediterrània de 1798
La Campanya a la Mediterrània de 1798 la van constituir una sèrie de batalles que van tenir lloc en el Mediterrani contra la flota  francesa sota el comandament del general Napoleó Bonaparte. Aquesta campanya s'emmarca dins de les Guerres revolucionàries franceses.
Napoleó, que tenia la intenció de dominar tot Europa, volia conquerir Egipte com un primer pas per a una posterior conquesta de l'Índia Britànica i així forçar el Regne de Gran Bretanya a signar la pau.

## Maig i juny
La flota francesa va partir de Toló al maig de 1798 amb uns 40 000 soldats i centenars de vaixells. Eren seguits per una petita esquadra britànica a el comandament del vicealmirall Horatio Nelson. La primera parada dels francesos va ser a l'illa de Malta que estava governada pels cavallers de l'Orde de Sant Joan de Jerusalem, els quals van ser ràpidament vençuts, de facto hi havia una majoria de cavallers pro-Bonaparte (entre ells hi havia 200 cavallers francesos). Napoleó va deixar a alguns dels seus homes fent-se càrrec del port de La Valletta abans de continuar camí cap a Egipte. Quan Nelson va saber que els francesos havien ocupat l'illa, es va adonar que el seu següent objectiu seria Egipte i va posar rumb a Alexandria, a on van arribar a finals de juny, abans que els francesos.

## Juliol
Incapaç de trobar als francesos, Nelson va posar rumb de tornada cap a Sicília, on va arribar el 19 de juliol. Mentrestant, Bonaparte arribava a Alexandria capturant la ciutat. La flota francesa, sota el comandament de l'almirall François-Paul Brueys D'Aigalliers, va romandre en esquera en la badia d'Abu Qir, mentre que els soldats marxaven cap a l'interior.

## Agost
L'1 d'agost Nelson va arribar a la Badia d'Abu Qir, i immediatament va ordenar l'atac a la flota francesa, que va ser sorpresa i capturat el poderós  L'Orient. La batalla, coneguda com a batalla del Nil, va continuar dos dies més, concloent amb un èxit britànic, i deixant atrapat a Bonaparte a Egipte.

## Conseqüències
Amb la flota francesa vençuda, altres nacions van prendre la decisió d'unir-se a la Segona Coalició (segona unió de diversos països europeus amb l'objectiu de contenir la Revolució francesa). Portugal, el Regne de Nàpols, l'Imperi Rus i l'Imperi Otomà van posar a les seves tropes rumb cap a la Mediterrània. Els russos i turcs van operar al mar Adriàtic, mentre que els portuguesos i napolitans van participar en el setge de Malta, que va caure en mans angleses en setembre de 1800. Finalment, l'almirall britànic John Jervis va capturar Menorca, que era una important base naval francesa.